# Silomais-Reifeindex
Der Silomais-Reifeindex (SRI) ist ein exakter phänologischer Indikator zum Nachweis der Reife, des Pflanzenstresses und der standortgerechten Sortenwahl im Maisanbau, auch unter dem Aspekt des Nachweises eines sich vollziehenden Klimawandels. Er ist das Reifeverhältnis der generativen (Kornreife in %) zu den vegetativen Pflanzenteilen (Restpflanzenabreife in %) des Maisbestandes. Neben der Reifebestimmung kann der reifespezifische Sortentyp, die Standorteignung und die Reproduzierbarkeit der Sorten- und Resistenzleistung einer Maissorte als Grundlage für die Sortenwahl nachgewiesen werden.
Gemessen wird der SRI durch Bestimmung der Restfeuchte des Kornes und der Trockenmasse-Bestimmung der Restpflanze anstelle der Gesamtpflanze. Die Messung erfolgt mit Schnellmessgeräten und kann vom Bauern mit Hilfe von Schätztabellen selber ermittelt werden, um den idealen Erntezeitpunkt zu bestimmen.